# 江戸川区立清新第一小学校
江戸川区立清新第一小学校（えどがわくりつ せいしんだいいちしょうがっこう）は、東京都江戸川区清新町1丁目にある公立小学校。

## 沿革
- 1983年（昭和58年）
  - 2月1日 - 河野信之初代校長着任。清新第一小学校開設事務室を西葛西小学校に設置。
  - 4月1日 - 開校。
  - 4月6日 - 第1回入学式挙行。この時点の児童数382名、学級数12、教職員27名。
  - 6月2日 - 校章制定。
  - 10月8日 - 校歌制定。
  - 11月4日 - 開校と施設完成の両記念式挙行し、この日（11月4日）を開校記念日と定めた。
- 1984年（昭和59年）3月23日 - 第1回卒業証書授与式挙行。最初の卒業生は65名。
- 1985年（昭和60年）4月1日 - 言語障害学級（通級）新設。最初の在籍児童数は16名。
- 2001年（平成13年）8月30日 - 新機種パソコン設置し、インターネット導入。
- 2002年（平成14年）4月1日 - 学区域変更。
- 2005年（平成17年）8月1日 - 全面外壁塗装工事。
- 2007年（平成19年）
  - 3月15日 - 屋上の防水と緑化の各工事実施。
  - 8月31日 - 校内LAN導入。
  - 10月1日 - 新機種パソコン設置。

## 児童数
2023年（令和5年）5月時点
| 学年   | 1年 | 2年 | 3年 | 4年 | 5年 | 6年 | 合計 |
| ------ | --- | --- | --- | --- | --- | --- | ---- |
| 学級数 | 4   | 3   | 4   | 6   | 6   | 5   | 28   |
| 児童   | 127 | 92  | 133 | 192 | 207 | 192 | 943  |

- 本校学区は、比較的狭いが、学区内には清新北ハイツ・葛西クリーンタウン清新プラザや都営清新町1丁目アパートといった大規模なマンション・アパートがあるため、1000人近い児童が在籍する。

## 教育目標
- ◎思いやりのある子（重点目標）
- 体をきたえる子
- 最後までやりぬく子
- 進んで学習する子

## 学区
出典
- 清新町1丁目（3番～5番）
- 西葛西2丁目（1番～3番・16番～21番）

## 進学先中学校
出典
- 江戸川区立清新第一中学校

## アクセス
- 都営バス
  - 「西葛26」・「西葛27」の各系統で、「清新町一丁目」停留所下車後、徒歩5分。
  - 「新小21」・「臨海22」の各系統で、「西葛西駅前」停留所または「西葛西三丁目」停留所下車後、徒歩10分。
- 東京メトロ東西線西葛西駅（南口）から、徒歩10分。

## 学校周辺
- 東京都道308号千住小松川葛西沖線
- 江戸川区立わかくさ公園 - 敷地が隣接。
- 江戸川区立清新第一中学校 - 都道308号線をはさんで、対角線上に位置する。また、主な進学先中学校でもある。
- シティコープ清新
- 都営清新町1丁目アパート
- 江戸川区立総合レクリエーション公園
- 学校法人亀井学園清新めぐみ幼稚園 - 進級前幼稚園
- 清新北診療所
- 清新北ハイツ
- 葛西クリーンタウン内郵便局
- セブンイレブン江戸川清新プラザ店
- マルエツ葛西クリーンタウン店
- 葛西クリーンタウン清新プラザ集会所
- UR都市再生機構葛西クリーンタウン清新プラザ
- 中川
- 首都高速道路中央環状線 - 首都高中央環状線は、学校付近では中川と荒川の境（土手）を通る。
  - 清新町ランプ - ただし、葛西・湾岸線方面からの利用はできない。また、入口はETC専用である。
- 荒川
- 東京都道450号新荒川葛西堤防線